# GT-Agency
GT-Agency（ジィーティーエージェンシー）は、2006年2月22日に、日本最古の占い館塔里木（タリム）のブランド管理や、塔里木に所属している約70名の占い師の占いコンテンツ展開のために作られた会社である。事業内容は企業向けの占いコンテンツや心理テストコンテンツの提供がメインとなっている。GT-Agency では主に占いコンテンツの原稿提供・ロジック提供、そして監修プロフィール提供を行っている。現在、300社を超える企業へのコンテンツ提供実績を持っている。

## 沿革
- 2006年2月 初代社長である村井智建（のちのAppBank株式会社 代表取締役社長）により株式会社GT-Agency 設立
- 2006年2月 株式会社塔里木とコンテンツ展開に関して独占提携
- 2006年7月 池袋ナンジャタウンにて「占者ストリート」　開始
- 2006年8月 今日の運勢占いコンテンツ「Web Ad Fortune」リリース
- 2006年8月 今週の運勢占いコンテンツ「Web Ad Fortune Weekly」リリース
- 2006年9月 Web Ad Fortune 12星座（今日の運勢）API　開始
- 2006年9月 携帯公式サイト「占いタリム」　開始
- 2006年10月 タロット占いコンテンツ「Web Ad Fortune タロット」リリース
- 2006年11月 携帯勝手サイト「占いマイペ」　開始
- 2006年12月 取引企業社数が100社を超える
- 2007年2月 心理テストコンテンツ「Web Ad Fortune 心理テスト」リリース
- 2007年3月 yahoo! 等のポータルサイトにて有料課金占い番組開始
- 2007年4月 九星気学占いコンテンツ「Web Ad Fortune 九星気学」リリース
- 2007年4月 英語版今日の運勢占いコンテンツ「Web Ad Fortune English」リリース
- 2007年4月 毎月のイベント占いコンテンツ「Web Ad Fortune イベント占い」リリース
- 2007年6月 i-mode とくするメニュー内「占いコーナー」　配信
- 2007年7月 風水コンテンツ「Web Ad Fortune 風水」リリース
- 2007年8月 取引企業社数が250社を超える
- 2007年10月 天気予報コンテンツの提供を開始
- 2007年12月 Web Ad Fortune エンタ！　開始
- 2007年12月 Web Ad Fortune 恋愛相性占い　開始
- 2008年11月 社員の25%が退職
- 2008年12月 海外事業からの撤退表明
- 2021年1月 Appbank株式会社の完全子会社化

## 主要商品
- 占いコンテンツ
- 心理テストコンテンツ
- 風水コンテンツ
- 面白系占いコンテンツ

## 導入事例
2008年1月時点で300社を超える企業へ占いコンテンツを提供している。PC媒体やモバイル媒体のほか、渋谷スクランブル交差点の大型画面等にも占いコンテンツを配信している。

## 提携企業
株式会社塔里木とは、日本最古（1986年11月創業）かつ最大規模（最大の人数）の、原宿の竹下通りにある占い館である。『占いは心のエステの時代へ』をビジョンに掲げ、原宿で20年、年間約4万人、創業からのべ70万人の鑑定実績を誇る。2007年現在70名の占い師を抱える。占い師のメディア出演履歴は総計で100を超える。様々な占術を扱っている。

## 占い館塔里木（タリム）沿革
- 1986年11月 原宿で占い館塔里木スタート
- 1991年8月 塔里木占い館、電話鑑定開始。NTTダイヤルQ2サービスを使用した、鑑定師が直接相談者に応えるシステムを開始
- 1994年4月 塔里木占い専門学院が創設。占いの勉強が大学の単位制を取り入れた方式で出来る国内初の占い専門学院
- 1996年4月 塔里木カウンセリング専門学院を設立
- 2006年2月 株式会社GT-Agency にて占いコンテンツの展開を開始